# Sara Bennett
Sara Bennett é uma especialista em efeitos visuais britânica. Venceu o Oscar de melhores efeitos visuais na edição de 2016 por Ex Machina, ao lado de Andrew Whitehurst, Paul Norris e Mark Williams Ardington.